# Yungia aurantiaca
Yungia aurantiaca is een platworm (Platyhelminthes). De worm is tweeslachtig. Het is een mariene soort.

## Naamgeving
De wetenschappelijke naam van de soort werd, als Planaria aurantiaca, voor het eerst geldig gepubliceerd in 1822 door Stefano Delle Chiaje.
In 1875 publiceerde Paolo Panceri de naam als Polycelis aurantiacus ("Policelis"), onder verwijzing naar Planaria aurantiaca D. Ch. In 1884 werd de soort door de Zwitserse zoöloog Arnold Lang in het geslacht Yungia geplaatst.
De platworm werd als Polycelis aurantiaca in de familie Planariidae geplaatst, die alleen vertegenwoordigers in het zoete water kent. Kenk verwees die naam in zijn index in 1974 naar de clade Polycladida ("Polyclada"), die alleen mariene vertegenwoordigers heeft.

### Synoniemen
- Yungia aurantiaca (Delle Chiaje, 1822)
  - Planaria aurantiaca Delle Chiaje, 1822 (basioniem)
  - Proceros aurantiacus (Delle Chiaje, 1822)
  - Thysanozoon aurantiacum (Delle Chiaje, 1822)
  - Polycelis aurantiaca (Delle Chiaje, 1822), soms fout geciteerd als Polycelis aurantiacus Panceri, 1875
- Planaria flava Delle Chiaje, 1822
  - Thysanozoon flavum (Delle-Chiaje, 1822)

## Verspreiding
Deze soort is gemeld uit de Middellandse Zee en het oosten van de Atlantische Oceaan van de Baai van Arcachon en zuidelijker.

## Voedsel
Deze soort is een carnivoor. Hij eet onder meer zakpijpen en mosdiertjes.